# Parchi nazionali della Nigeria

Parchi nazionali della Nigeria.

In Nigeria vi sono attualmente otto parchi nazionali, gestiti dal Nigeria National Park Service (NNPS), un ente parastatale sotto il controllo del ministero federale dell'Ambiente, alla cui guida vi è un conservatore generale. Tale ente è strettamente collegato alla Nigerian Tourism Development Corporation.
Il primo parco nazionale del paese è stato quello di Kainji, istituito dal presidente del governo militare Olusegun Obasanjo nel 1979. Nel 1991 furono istituiti il consiglio di amministrazione dei parchi nazionali e cinque nuovi parchi nazionali.
La riserva di caccia di Yankari è stata elevata a parco nazionale nel 1992, anche se la sua tutela è stata affidata al governo dello stato di Bauchi nel giugno 2006.
Complessivamente i parchi coprono una superficie di circa 20 156 km², ovvero circa il 3% della superficie totale della Nigeria.

## Parchi
| Parco           | Superficie in km² | Istituzione | Stato           | Note                     |
| --------------- | ----------------- | ----------- | --------------- | ------------------------ |
| Bacino del Ciad | 2 258             | 1991        | Borno, Yobe     | Suddiviso in tre settori |
| Cross River     | 4 000             | 1991        | Cross River     | Suddiviso in due settori |
| Gashaka-Gumti   | 6 731             | 1991        | Taraba, Adamawa |                          |
| Kainji          | 5 382             | 1979        | Niger, Kwara    | Suddiviso in due settori |
| Kamuku          | 1 121             | 1999        | Kaduna          |                          |
| Okomu           | 181               | 1999        | Edo             |                          |
| Old Oyo         | 2 512             | 1991        | Oyo, Kwara      |                          |
| Yankari         | 2 244             | 1991        | Bauchi          |                          |